# エルザ・レスピーギ
エルザ・レスピーギ（Elsa Respighi, 1894年3月24日 - 1996年3月17日）はイタリアの作曲家・声楽家でオットリーノ・レスピーギの妻。

## 略歴
エルザ・オリヴィエーリ＝サンジャコモ（Olivieri-Sangiacomo）としてローマに生まれる。ピアノをジョヴァンニ・ズガンバーティに、和声法と対位法をレミージョ・レンツィに、作曲をレスピーギに師事。1919年にレスピーギと結婚する。その後数年間はメゾソプラノ歌手として、レスピーギを伴奏者に数々の演奏旅行を行い、そこで夫の作品の初演も行なった。
レスピーギの生前は、夫の音楽活動を邪魔せぬように、自分の創作活動を放棄し、夫の死後は、その遺産である音楽作品を管理することに熱心だった。レスピーギの組曲《リュートのための古風な舞曲とアリア》をバレエ化し、また遺作の歌劇《ルクレツィア》を1937年に補筆し完成させた。生涯にわたって夫の作品を変わることなく擁護し続けた。
文筆家でもあり、1954年、夫であるオットリーノ・レスピーギの伝記を出版した。また1975年に回想録を作成し、その中で20世紀初頭の最も有力な文化人たちとの出会いを描き出した。
1969年には、イタリアの音楽教育を助成するために、ヴェネツィアにレスピーギ文庫（Fondo Respighi）を設立。1979年のレスピーギ生誕100周年の祝賀行事では、レスピーギ作品のなかでも長らく無視されてきた曲の初演や初録音、校訂・出版のために尽力した。
1996年ローマにて、102歳の誕生日を目前に息を引き取った。

## 作品と評価
エルザ・レスピーギの作品は、主にピアノ伴奏独唱曲によって再評価が進められつつある。夫の没後に2つのオペラを作曲したが、どちらも未だに上演されていない。